# Knivsta
Knivsta este un oraș în Suedia.

## Demografie
| \| Evoluția demografică a zonei urbane Knivsta, 1970–2015 \| Evoluția demografică a zonei urbane Knivsta, 1970–2015 \| Evoluția demografică a zonei urbane Knivsta, 1970–2015 \| Evoluția demografică a zonei urbane Knivsta, 1970–2015 \| Evoluția demografică a zonei urbane Knivsta, 1970–2015 \| \| --------------------------------------------------------------------------------------- \| ------------------------------------------------------ \| ------------------------------------------------------ \| ------------------------------------------------------ \| ------------------------------------------------------ \| \| An \| \| \| Locuitori \| \| \| 1970 \| 1970 \| \| 3.252 \| 3.252 \| \| 1975 \| 1975 \| \| 3.703 \| 3.703 \| \| 1980 \| 1980 \| \| 5.303 \| 5.303 \| \| 1990 \| 1990 \| \| 7.012 \| 7.012 \| \| 1995 \| 1995 \| \| 7.098 \| 7.098 \| \| 2000 \| 2000 \| \| 7.126 \| 7.126 \| \| 2005 \| 2005 \| \| 6.898 \| 6.898 \| \| 2010 \| 2010 \| \| 7.081 \| 7.081 \| \| 2015 \| 2015 \| \| 7.977 \| 7.977 \| \| Sursa: SCB - Statistika Centralbyrån, Folkmängden per tätort. Vart femte år 1960 - 2016 \| \| \| \| \| |      |  |           |       |
| Evoluția demografică a zonei urbane Knivsta, 1970–2015 |      |  |           |       |
| An |      |  | Locuitori |       |
| 1970 | 1970 |  | 3.252     | 3.252 |
| 1975 | 1975 |  | 3.703     | 3.703 |
| 1980 | 1980 |  | 5.303     | 5.303 |
| 1990 | 1990 |  | 7.012     | 7.012 |
| 1995 | 1995 |  | 7.098     | 7.098 |
| 2000 | 2000 |  | 7.126     | 7.126 |
| 2005 | 2005 |  | 6.898     | 6.898 |
| 2010 | 2010 |  | 7.081     | 7.081 |
| 2015 | 2015 |  | 7.977     | 7.977 |
| Sursa: SCB - Statistika Centralbyrån, Folkmängden per tätort. Vart femte år 1960 - 2016 |      |  |           |       |